# Вільне (Згурівська селищна громада)
Ві́льне — село в Україні, у Згурівській селищній громаді Броварського району Київської області. Населення становить 146 осіб.

## Історія
Село засновано 1908 року.
З 1970 року село перебувало у складі новоутвореної Новоолександрівської сільської ради Згурівського району.
12 червня 2020 року, відповідно до розпорядження Кабінету Міністрів України № 715-р «Про визначення адміністративних центрів та затвердження територій територіальних громад Київської області», Новоолександрівська сільська рада об'єднана із Згурівською селищною громадою.
17 липня 2020 року, в результаті адміністративно-територіальної реформи та ліквідації Згурівського району, село увійшло до складу новоутвореного Броварського району.